# Fabio Baldato
Fabio Baldato, né le 13 juin 1968 à Lonigo, dans la province de Vicence en Vénétie, est un coureur cycliste italien. Professionnel de 1991 à 2008, il a cumulé 40 victoires en 18 années de carrière, notamment lors de sprints massifs, parmi lesquels des étapes sur les trois grands tours. Bon spécialiste des courses flandriennes, il a également été deux fois deuxième du Tour des Flandres. Fin 2009, il est nommé directeur sportif de BMC Racing, devenue CCC en 2019.
En 2022, il est nommé directeur sportif de l'équipe UAE Emirates

## Biographie
(mai 2010).
Si vous disposez d'ouvrages ou d'articles de référence ou si vous connaissez des sites web de qualité traitant du thème abordé ici, merci de compléter l'article en donnant les références utiles à sa vérifiabilité et en les liant à la section « Notes et références ».
Excellent sprinteur au début de sa carrière il gagne plusieurs étapes dans les grands tours. À cette période, il chute assez souvent, notamment au Tour de France 1995 où il parcourt plusieurs étapes bandé à de multiples endroits. En fin de carrière, il devient capitaine de route et puncheur. Il arrête fin 2008 à plus de 40 ans et devient directeur sportif chez BMC Racing.
En 1995, dès le mois de février, Baldato remporte au sprint une étape du Tour méditerranéen, prenant provisoirement la tête du classement général, qui sera remporté par son coéquipier Gianni Bugno. Quelques jours plus tard, il termine sur le podium du Trofeo Laigueglia, puis du Trofeo Luis Puig et remporte la première étape du Tour de la Communauté valencienne.
Pour la saison 2000, il signe dans la nouvelle équipe Fassa Bortolo avec notamment ses coéquipiers Nicola Loda et Matteo Tosatto. En début de saison, il participe notamment à Paris-Nice. Lors de la 2e étape en ligne, il remporte l'étape au sprint à Belleville en devançant son compatriote Giuliano Figueras (Mapei-Quick Step) et le Français Laurent Brochard (Jean Delatour). Il signe alors la première victoire de sa nouvelle équipe. Quelques jours plus tard, il est au départ de la première classique de l'année, Milan-San Remo. Il termine la course à la seconde place au sprint, dans le même temps que le vainqueur l'Allemand Erik Zabel (Deutsche Telekom), sa meilleure place sur un monument depuis ses deux podiums sur le Tour des Flandres en 1995 et 1996.

## Palmarès

### Palmarès amateur
- 1986
  -  Champion d'Italie sur route juniors
- 1988
  - 2e de Milan-Tortone
- 1989
  - Trofeo Zssdi
  - Grand Prix de Roncolevà
- 1990
  - Trophée de la ville de Castelfidardo
  - Trofeo Banca Popolare di Vicenza
  - Trofeo Zsšdi
  - 2e du Piccola Sanremo
  - 2e de Vicence-Bionde
  - 3e du Trofeo Alcide Degasperi

### Palmarès professionnel
| - 1991 - 1rea étape de la Cronostafetta - 3e de la Cronostafetta - 1993 - 1re étape de la Semaine catalane - 4e, 16e et 21e étapes du Tour d'Italie - 3ea étape du Tour des Pays-Bas - 10e de Paris-Tours - 1994 - 1rea étape du Tour méditerranéen (contre-la-montre par équipes) - 2e et 4e étapes de Paris-Nice - 1re et 2e étapes du Tour de Basse-Autriche - 2e de Paris-Roubaix - 6e de Milan-San Remo - 6e du Tour des Flandres - 1995 - 1reb étape du Tour méditerranéen - 1re étape du Tour de la Communauté valencienne - 8ea étape du Paris-Nice - 2e étape du Trois Jours de La Panne - 1re étape du Tour de France - 4e étape de la Hofbrau Cup (contre-la-montre par équipes) - Tour de Nuremberg - 2e du Tour des Flandres - 3e du Trofeo Laigueglia - 3e du Trophée Luis Puig - 5e de la Coupe du monde - 7e de Paris-Roubaix - 7e du Grand Prix de Zurich - 10e de Milan-San Remo - 1996 - 3ea étape du Tour de Luxembourg - 21e étape du Tour de France - Coppa Bernocchi - 6e et 7e étapes du Tour d'Espagne - 2e du Tour méditerranéen - 2e du Tour des Flandres - 3e de l'Étoile de Bessèges - 3e de Gand-Wevelgem - 6e de Milan-San Remo - 7e de la course en ligne des Jeux olympiques - 7e de la Classique de Saint-Sébastien - 8e du Grand Prix de Suisse - 8e de la Coupe du monde - 1997 - 2e du Grand Prix de la côte étrusque - 1998 - Grand Prix de Francfort - 2e étape du Tour de Romandie - 10e du Grand Prix de Suisse | - 1999 - 6e étape du Tour méditerranéen - 2e étape du Tour du Danemark - 3e de Paris-Bruxelles - 7e de Paris-Tours - 2000 - 3e étape du Paris-Nice - 2e de Milan-San Remo - 3e de la HEW Cyclassics - 8e de la Coupe du monde - 2001 - 5e étape du Tour de Luxembourg - 8e de la HEW Cyclassics - 2002 - 2e étape du Tour de Ligurie - Trophée de l'Etna - Trophée Pantalica - 3ea étape du Trois Jours de La Panne - 6e de la HEW Cyclassics - 2003 - Étoile de Bessèges : - Classement général - 1re étape - 2e étape des Trois Jours de La Panne - 2e étape du Tour d'Italie - 3e étape du Tour de Pologne - 3e du Trofeo Laigueglia - 3e du Tour de la province de Reggio de Calabre - 4e du Tour des Flandres - 7e de la HEW Cyclassics - 2004 - 1re et 4e étapes du Tour de Pologne - 2e du Grand Prix Bruno Beghelli - 3e du Grand Prix d'ouverture La Marseillaise - 2006 - 2e étape du Tour d'Autriche - 2007 - 1re étape du Tour d'Autriche - 1re étape du Tour de Pologne (contre-la-montre par équipes) - 10e de Paris-Roubaix - 2008 - 10e de Paris-Roubaix |  |

## Résultats sur les grands tours

### Tour de France
8 participations
- 1995 : abandon (5e étape), vainqueur de la 1re étape
- 1996 : 63e, vainqueur de la 21e étape
- 1997 : abandon (15e étape)
- 1998 : abandon (15e étape)
- 2001 : 81e
- 2002 : 132e
- 2003 : abandon (6e étape)
- 2004 : 135e

### Tour d'Italie
12 participations
- 1991 : abandon (13e étape)
- 1993 : 88e, vainqueur des 4e, 17e et 21e étapes
- 1994 : abandon (20e étape)
- 1995 : abandon (4e étape)
- 1997 : abandon (19e étape)
- 1998 : abandon (18e étape)
- 1999 : 103e
- 2000 : abandon (2e étape)
- 2001 : 79e
- 2003 : 76e, vainqueur de la 2e étape
- 2005 : 130e
- 2008 : 109e

### Tour d'Espagne
5 participations
- 1992 : abandon (6e étape)
- 1996 : abandon (12e étape), vainqueur des 6e et 7e étapes,  maillot or pendant 4 jours
- 2000 : 98e
- 2002 : abandon (8e étape)
- 2005 : 116e

## Palmarès sur piste

### Championnats du monde juniors
- 1985
  -  Médaillé d'argent de la poursuite par équipes juniors
- 1986
  -  Médaillé de bronze de la poursuite par équipes juniors

### Championnats du monde amateurs
- Lyon 1989
  -  Médaillé d'argent de la course aux points amateurs

### Championnats nationaux
- 1990
  -  Champion d'Italie de poursuite par équipes amateurs (avec David Solari, Gianmarco Agostini et Alessandro Pavan)